# Polydesmus ribeiraensis
Polydesmus ribeiraensis é um Arthropoda, da classe Diplopoda, ordem Polydesmida e família Polydesmidae, criticamente em perigo de acordo com a a Lista Vermelha de Espécies Ameaçadas da União Internacional Para a Conservação da Natureza e dos Recursos Naturais (IUCN).

## Distribuição geográfica
É uma espécie de milípede endémica de ilha única restrita à ilha de S. Miguel (Açores, Portugal), presente a partir de um local perturbado. A Extensão de Ocorrência (EOO) é de 16 km² e a Área de Ocupação máxima estimada (AOO) é de 16 km².

## Perda dehabitat
A espécie sofre um declínio de extensão, qualidade do habitat e populacional por conta das invasões de plantas não nativas nas ilhas e pelo deslocamento por milípedes exóticos. Como a ilha também é um destino paisagístico, a população do Polydesmus é afetada pela interferência de seu habitat natural, que muitas vezes, coincide com os locais de visitação.

## Conservação da espécie
Algumas medidas de conservação são sugeridas para a manutenção da espécie:
(1) monitoramento regular da espécie;
(2) controle de espécies invasoras, nomeadamente Hedychium gardnerianum,
(3) medidas para mitigar possíveis impactos do aumento do turismo.